# Bouilh-Devant
Bouilh-Devant ist eine französische Gemeinde mit 22 Einwohnern (Stand 1. Januar 2022) im Département Hautes-Pyrénées in der Region Okzitanien (vor 2016: Midi-Pyrénées). Sie gehört zum Arrondissement Tarbes und zum Kanton Val d’Adour-Rustan-Madiranais.
Die Einwohner werden Bouilhois und Bouilhoises genannt.

## Geographie
Bouilh-Devant liegt circa 19 Kilometer nordöstlich von Tarbes in der historischen Grafschaft Bigorre am nördlichen Rand des Départements. Der Lurus begrenzt das Gemeindegebiet im Westen.
Umgeben wird Bouilh-Devant von den fünf Nachbargemeinden:
|        | Saint-Sever-de-Rustan                       | Mazerolles |
| Laméac | Kompassrose, die auf Nachbargemeinden zeigt | Antin      |
|        | Trouley-Labarthe                            |            |

## Einwohnerentwicklung

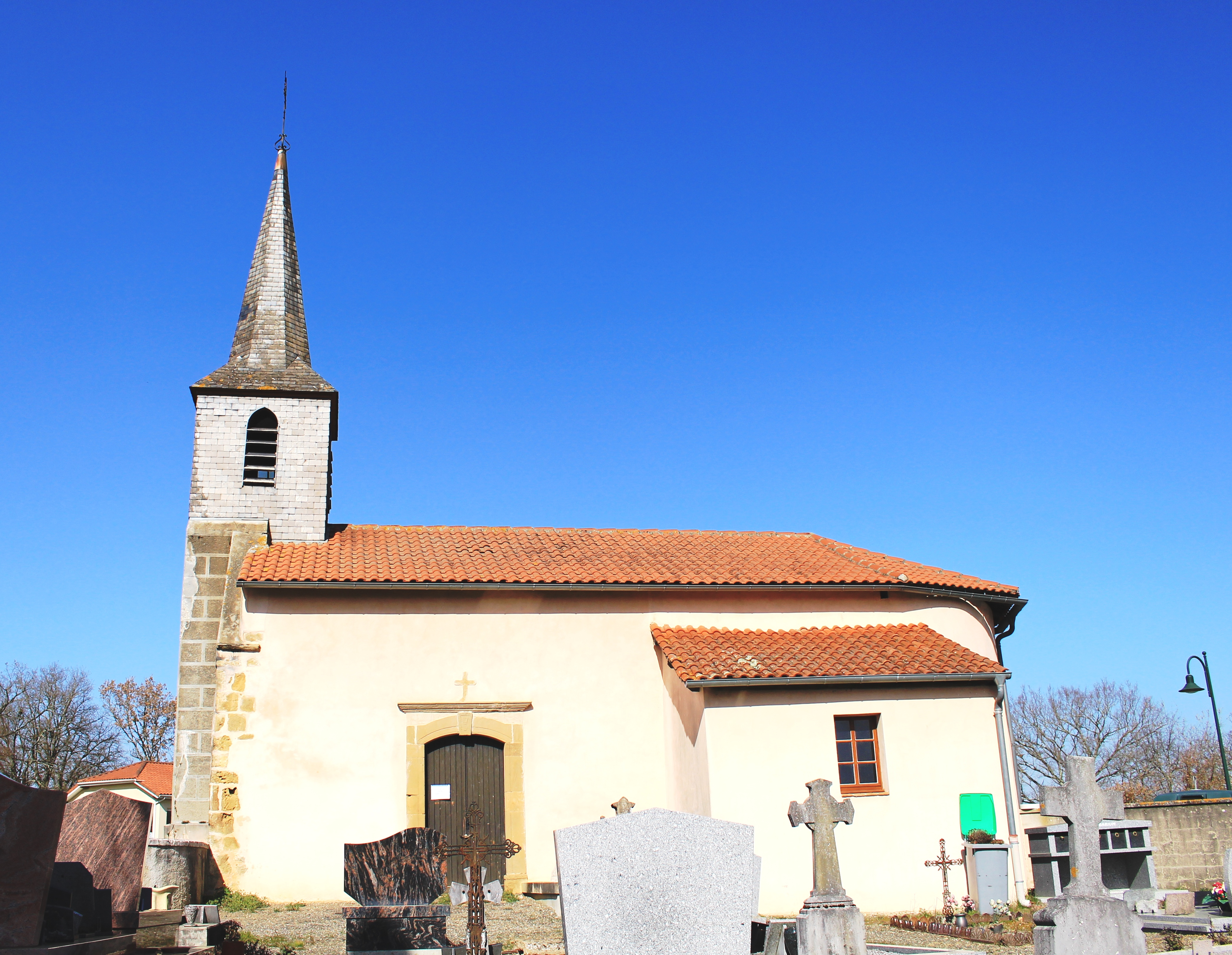
Pfarrkirche Saint-Laurent

Nach Beginn der Aufzeichnungen stieg die Einwohnerzahl bis zur ersten Hälfte des 19. Jahrhunderts auf einen Höchststand von rund 185. In der Folgezeit sank die Größe der Gemeinde bei kurzen Erholungsphasen bis zur ersten Dekade des 21. Jahrhunderts auf rund 20 Einwohner, bevor sie sich seitdem auf diesem Niveau stabilisierte.
| Jahr      | 1962 | 1968 | 1975 | 1982 | 1990 | 1999 | 2006 | 2011 | 2022 |
| --------- | ---- | ---- | ---- | ---- | ---- | ---- | ---- | ---- | ---- |
| Einwohner | 48   | 39   | 31   | 35   | 27   | 23   | 18   | 21   | 22   |

## Sehenswürdigkeiten
- Pfarrkirche Saint-Laurent

## Wirtschaft und Infrastruktur

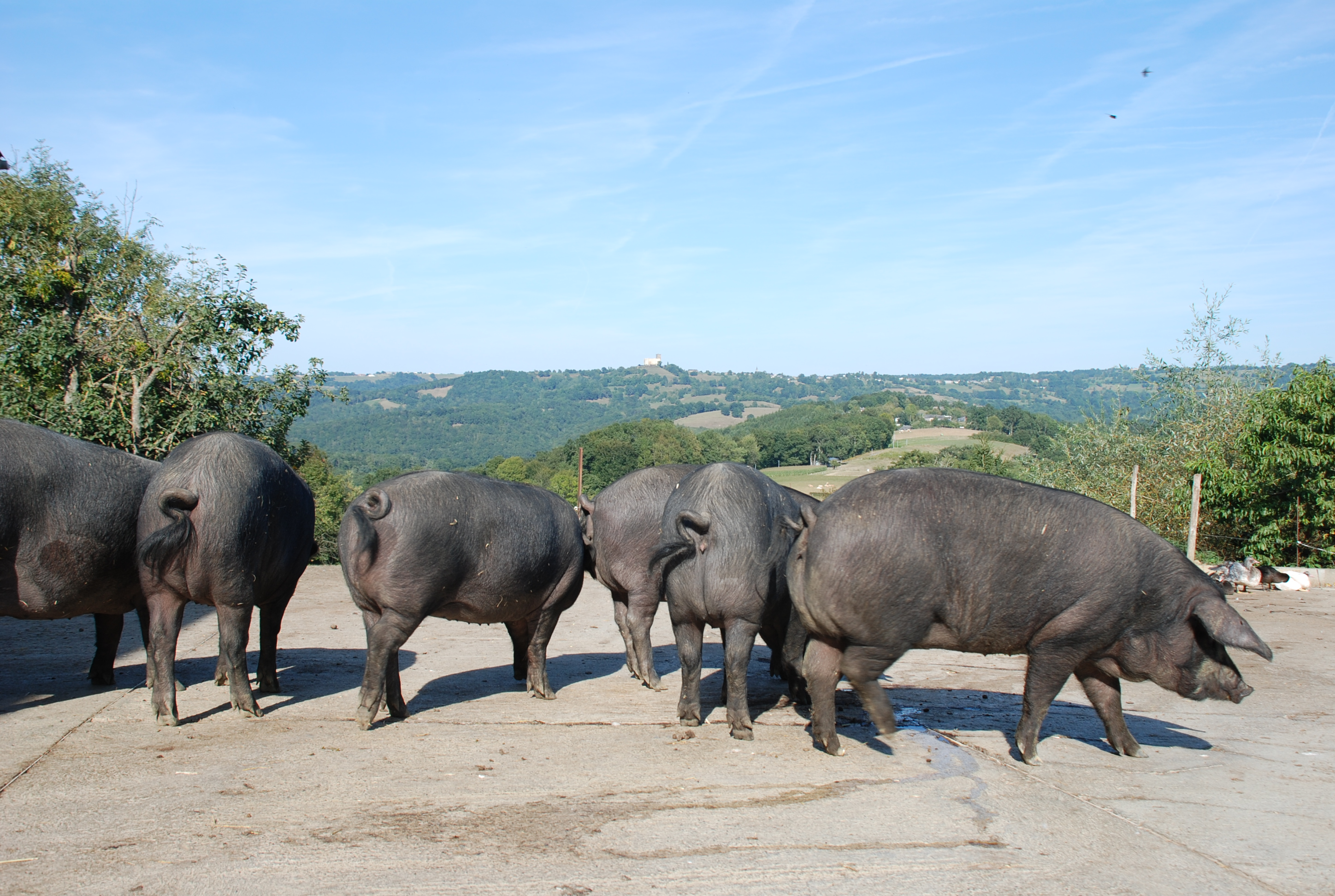
Porcs Noirs de Bigorre

Bouilh-Devant liegt in den Zonen AOC der Schweinerasse Porc noir de Bigorre und des Schinkens Jambon noir de Bigorre.

### Verkehr
Bouilh-Devant wird von der Route départementale 6 durchquert.